# ピース・フォース
『ピース・フォース』（原題：Volunteers）は、1985年制作のアメリカ合衆国のコメディ映画。トム・ハンクス主演。日本では劇場未公開。

## あらすじ
1962年のこと。ローレンス・ボーン3世はイェール大学を卒業したばかりの甘やかされた若者で、ギャンブルによる28,000ドルの借金を抱えている。父親のローレンス・ボーン・ジュニアが息子の借金の肩代わりを拒否したため、彼は怒り狂った債権者から逃れるため、大学のルームメイトであったケントと立場を交換し、平和部隊の飛行機に乗ってタイに向かう。飛行機の中で、彼はワシントン州タコマ出身でワシントン州立大学を卒業した、やる気満々のトム・タトルと、美しくしっかり者のベス・ウェクスラーに出会う。ベスはローレンスが機内にいる理由を知り、彼の口説きをはねつける。
タイに着いた3人は、平和部隊の管理者であるジョン・レイノルズから赴任先の村人のために橋を架けるよう指示される。初日、トムは村人と木材の使用について口論になる。トムが村人が神聖視する木を伐採しようとしたからだった。なお、英語を話せる村人は若いアット・トゥーンだけである。
トムは共産ゲリラに捕らえられ、彼らの命令に従うよう洗脳され、その間にレイノルズはベスに言い寄る。ローレンスはアット・トゥーンと親しくなり、彼と他の村人たちに様々な賭けカードゲームを教え込む。彼はまた、強い勢力を持つ麻薬王のチュン・ミーに遭遇し、麻薬の輸送能力の拡大に資することから、橋を早く完成させるよう強要される。
ベスは最終的にローレンスに心を許すようになるが、彼女はチュン・ミーと共謀していることが明らかとなったレイノルズに捕らえられてしまう。レイノルズは実はCIA要員で、共産ゲリラを壊滅させる使命を担っているのだった。ローレンスらはベスを救出するが、ベスは彼に完成した橋を破壊するよう促す。橋の無い元の状態の方が村人たちのためになることが分かったからである。ローレンスは彼女への愛を告白した後、橋の破壊に渋々同意する。彼らは破壊計画に対する村人たちの同意を取り付け、トムを洗脳状態から正気に戻し、橋の中央にダイナマイトを置いて橋全体を崩壊させる計画を立てる。彼らの計画は順調に進んだが、レイノルズから邪魔が入り、レイノルズはローレンスを殺すと脅す。ローレンスはレイノルズの注意を上手く逸らして川へ突き落とし、自分も橋が爆発する直前に川へ飛び込む。ベスは人工呼吸によりローレンスを救い、ローレンスが目を覚ますと2人はキスをする。
その後、ローレンスとベスはタイの村で結婚する。村で彼は自分の名前をつけたカジノを始める。ローレンスは両親に手紙を書き、漸く正しい理由で正しいことをすることが出来たと伝えるのだった。

## キャスト
- ローレンス・ボーン3世：トム・ハンクス
- ベス・ウェクスラー：リタ・ウィルソン
- ジョン・レイノルズ：ティム・トマーソン
- トム・タトル：ジョン・キャンディ
- ゲディ・ワタナベ
- ジョージ・プリンプトン
- アーネスト・ハラダ
- アラン・アーバス
- ザンダー・バークレー